# Abdij van Quarr

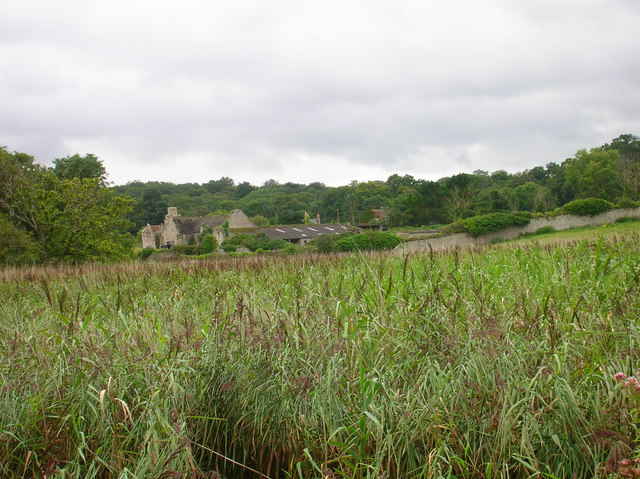
ruïnes van de oude abdij

De Abdij Our Lady van Quarr is een benedictijnerabdij op het eiland Wight. Ze bevindt zich naast een voormalige cisterciënzerabdij die grotendeels verwoest werd tijdens de ontbinding van de kloosters in de jaren 1530.

## Ligging.
Quarr Abbey (de naam van de abdij van Quarr) is afgeleid van de het Engelse «quarry», dat steengroeve betekent. In de elfde eeuw bestond er namelijk een kleine groeve niet ver van de abdij, gelegen tussen de gemeenten Fishbourne en Ryde. Beide zijn per catamaran verbonden met de haven van Portsmouth in het graafschap Hampshire. 

## Geschiedenis.
Deze abdij werd gesticht door Boudewijn van Reviers, graaf van Devon en heer van Wight, in 1132. Hij kende aan abt Godfried van Savigny de gronden toe aan de noordzijde van het eiland om er een klooster te bouwen. Deze abdij werd toegewijd aan de heilige Maagd Maria en in 1147 werd de abdij opgenomen door de Orde van Cîteaux. In 1536 zorgde de door koning Hendrik VIII van Engeland verordende ontbinding van de kloosters ervoor dat het monastieke leven op het eiland, net als in de rest van het koninkrijk, ten einde kwam. De abdij werd gekocht door een handelaar van Southampton en grotendeels als vernietigd om de stenen te hergebruiken in andere bouwwerken. De ruïnes zijn nog zichtbaar niet ver van het huidige klooster. 
De nieuwe abdij (20e-21e eeuw).
De abdij werd hersticht door de benedictijnse Congregatie van Solesmes door monniken uit Frankrijk die ten gevolge van de anti-klerikale wetten van 1901 in ballingschap waren gegaan. De eerste abt was Dom Paul Delatte (1848-1937).
In 1901 vestigt de gemeenschap zich eerst in « Appuldurcombe House » gelegen nabij Wroxall op het eiland Wight. De abdij draagt de naam « Saint Peter’s Abbey », genoemd naar de moederabdij te Solesmes. Ze gemeenschap verblijft daar gedurende meerdere jaren, maar beslist aan het einde van de huur deze plaats in 1907 te verlaten.
In juni van dat jaar koopt de gemeenschap het « Quarr House » gelegen op de terreinen van de voormalige abdij en begint men met de bouw van een klooster dat een honderdtal monniken, lekenbroeders en novicen moet huisvesten. De constructie wordt toevertrouwd aan Paul Bellot, architect en monnik van de gemeenschap. De werken beginnen op 11 juli 1909. Het enorme bouwwerk vraagt de inzet van 300 arbeiders en ambachtslui gedurende meerdere jaren. De afwerking van het klooster gebeurt in verschillende fases en er wordt tegelijkertijd aan verschillende gebouwen gewerkt. Eén jaar later zijn de eerste monastieke gebouwen klaar en de laatste monniken trekken in 1911 in het klooster. De kerk wordt in 1912 ingewijd en het gastenverblijf in 1914. De gronden rondom het klooster zijn zeer uitgestrekt en vruchtbaar. Tevens is er een klein bos dat uitkomt op het strand.
In 1922 kan de gemeenschap opnieuw in de Abdij van Solesmes intrekken door de gift van markies de Juigné en laat ze een bloeiend klooster achter die in 1925 een priorij werd en een abdij in 1937. Vandaag de dag is dit een volledig Britse gemeenschap. De laatste Franse monnik rust op het kerkhof van de abdij naast de Franse stichters en Engelse monniken.
De Abdij van Quarr behoort nog steeds tot de Congregatie van Solesmes.